# Albatros C.III
L'Albatros C.III (designazione aziendale L 10) era un monomotore biplano da ricognizione sviluppato dall'allora azienda tedesco imperiale Albatros Flugzeugwerke GmbH e prodotto, oltre che dalla stessa, su licenza da alcune altre aziende aeronautiche negli anni dieci del XX secolo.
Basato sul precedente C.I, ne introduceva alcune differenze a livello strutturale, con un diverso impennaggio e minore distanza tra le ali. In servizio dal 1915 venne utilizzato principalmente dalla Luftstreitkräfte durante la prima guerra mondiale.

## Storia del progetto
Durante le prime fasi della prima guerra mondiale, l'industria meccanica progredì velocemente nello sviluppo della componentistica sottoposta alle autorità militari tedesco imperiali. Nell'ambito aeronautico grande impulso si ebbe nella produzione di motori che in breve tempo, grazie all'impegno di aziende come la Daimler, riuscì a rendere disponibili nuove unità dalla sempre maggiore potenza disponibile.
L'Albatros, avuti a disposizione i nuovi Mercedes D.III da 160 PS, adattò l'originario C.I al nuovo motore, avviandone inoltre uno sviluppo atto a migliorane le prestazioni generali. Il prototipo che ne derivò, al quale l'azienda assegno la designazione progressiva L 10, conservava quasi interamente lo stesso aspetto del predecessore tranne per alcuni particolari: la distanza interalare venne ridotta, sostituendo le due coppie di montanti per lato con il risultato di avvicinare l'ala superiore, pur mantenuta alta a parasole, alla fusoliera e l'impennaggio, che nel modello precedente presentava l'elemento verticale squadrato, ora ne acquisiva uno arrotondato pur mantenendo l'aletta triangolare posta dorsalmente. Grazie alle diverse esigenze della nuova motorizzazione vennero inoltre sostituiti i due radiatori laterali con un unico più efficiente radiatore posizionato davanti al bordo d'attacco dell'ala superiore, in posizione centrale.
Il prototipo venne portato in volo per la prima volta nell'estate 1915 dimostrandosi, grazie alle modifiche apportate, più maneggevole del C.I, una caratteristica che si rivelò indispensabile per competere con la caccia avversaria. Sottoposto alla commissione tecnica dell'Idflieg, questo lo giudicò idoneo stipulando un iniziale contratto di fornitura con l'Albatros.
Le qualità del modello, utilizzato in combattimento dai primi mesi del 1916, furono tali da indurre l'Idflieg a richiedere un'ulteriore fornitura ma data la quantità richiesta venne concesso ad altre aziende aeronautiche di produrlo su licenza. Venne quindi costruito anche, con quantità diverse, da DFW, Hansa-Brandenburg, Linke-Hofmann, Luftverkehrsgesellschaft (LVG) e Siemens-Schuckert, alcuni dei quali erano equipaggiati con motori Benz Bz.III da 150 PS.

## Tecnica
L'Albatros C.III conservava l'aspetto generale, per l'epoca convenzionale, del progenitore pari ruolo Albatros C.I e dei simili modelli prodotti nello stesso periodo dalle altre aziende: biplano, monomotore biposto con carrello fisso.
La fusoliera, realizzata con struttura in legno e rivestita con pannelli di compensato, era caratterizzata da due abitacoli aperti in tandem, l'anteriore destinato all'osservatore con mansioni anche di mitragliere ed il posteriore al pilota. Posteriormente terminava in un impennaggio classico monoderiva caratterizzato dall'elemento verticale di forma arrotondata abbinato al lungo elemento orizzontale a pianta ellissoidale dotato di due elementi mobili.
La configurazione alare era biplana con ala superiore dall'apertura leggermente più ampia di quella inferiore e dotata di alettoni; i due piani alari erano collegati tra loro da una doppia coppia di montanti, due per lato, integrati da tiranti in cavetto in acciaio. Sulla parte centrale dell'ala superiore era collocato il serbatoio di combustibile che alimentava, a caduta, il motore.
Il carrello d'atterraggio era fisso, molto semplice, montato su una struttura tubolare al di sotto della fusoliera, dotato di ruote di grande diametro collegate da un asse rigido ed integrato posteriormente con un pattino d'appoggio.
La propulsione era affidata ad un motore Mercedes D.III, un 6 cilindri in linea raffreddato a liquido capace di erogare una potenza pari a 160 CV (118 kW), posizionato all'apice anteriore della fusoliera, racchiuso da un cofano metallico ed abbinato ad un'elica bipala in legno a passo fisso. L'impianto di raffreddamento prevedeva la collocazione del radiatore davanti al bordo di attacco dell'ala superiore.
L'armamento era costituito da una mitragliatrice LMG 08/15 calibro 7,92 mm, montata in caccia e sparante attraverso il disco dell'elica grazie ad un dispositivo di sincronizzazione, abbinata ad una mitragliatrice Parabellum MG 14, anch'essa calibro 7,92 mm, montata su supporto brandeggiabile nell'abitacolo anteriore.

## Impiego operativo

### Impero tedesco
I primi esemplari di serie prodotti dalla Albatros iniziarono ad essere consegnati ai reparti della Luftstreitkräfte impegnati sul fronte occidentale dalla fine del 1915. Questi si rivelarono particolarmente efficaci nelle missioni di ricognizione e nella difesa dagli attacchi degli aerei nemici. Un ulteriore vantaggio si rivelò la possibilità di montare una mitragliatrice sincrona in caccia azionata dal pilota senza che ci fossero negative ricadute nelle prestazioni del velivolo.
Albert Dossenbach, insieme al tenente Hans Schilling che volava insieme a lui come osservatore-mitragliere del biposto Albatros C.III, ha iniziato ad accumulare vittorie aeree dal 1916 portandosi ad 8 abbattimenti al 27 settembre 1916 e conseguendone un altro il successivo 3 novembre. Il futuro asso Erwin Böhme il 2 agosto 1916 vi consegue la sua prima vittoria contro l'asso Eduard Pulpe che volava sul Nieuport 12.
Una particolarità del modello era anche quella di poter ricoprire anche il ruolo di bombardiere leggero essendo dotato di un piccolo scompartimento che poteva accogliere fino a 90 kg di carico bellico da caduta. In realtà l'efficacia in questo frangente si rivelò non all'altezza del ruolo principale, anche a causa della mancanza di dispositivi di puntamento sufficientemente efficienti, tuttavia sufficiente per creare azioni di disturbo.
L'apprezzamento espresso dai reparti portò alla fornitura di ulteriori lotti di velivoli che rimasero in servizio per tutta la durata del conflitto, progressivamente sostituiti dalla prima linea per essere assegnati alle scuole di volo ed impiegati come addestratori.

### Impero ottomano e Turchia
Nei primi mesi del 1916 venne inviata una fornitura di 66 esemplari su richiesta del governo ottomano. Questi vennero impiegati durante la guerra greco-turca, i sopravvissuti terminando la loro vita operativa nel 1922 acquisiti dalla nuova realtà nazionale, la Repubblica di Turchia.

### Il dopoguerra
Al termine del conflitto, in seguito alle restrizioni imposte dal Trattato di Versailles, l'intera flotta di velivoli militari tedeschi venne in parte distrutta ed in parte requisita ed assegnata alle nazioni vincitrici come parte del risarcimento dei danni subiti.
La polacca Siły Powietrzne acquisì alcuni esemplari utilizzati durante la guerra sovietico-polacca del 1919-1920.
Il Regno di Bulgaria, che dovette sottostare anch'esso a delle restrizioni privandosi completamente di un'aviazione militare, riuscì ad ottenere alcune parti di velivoli distrutti, che vennero riassemblati presso l'azienda bulgara Darzhavna aeroplanna rabotilnitsa (DAR) nella seconda parte degli anni venti come DAR-2, venendo utilizzati come addestratiori.

## Utilizzatori
Finlandia
- Suomen ilmavoimat

 Germania
- Luftstreitkräfte

 Lituania
- Karinės Oro Pajėgos

 Polonia
- Siły Powietrzne

 Impero ottomano
- Osmanlı tayyare bölükleri

 Turchia
- Hava Kuvvetleri Müfettişliği

### Pubblicazioni
- (EN)  Bernád, Dénes. "Balkan Birds: Thirty Five Years of Bulgarian Aircraft Production". Air Enthusiast (Stamford, Lincs, UK: Key Publishing) (94, July/August 2001): 18–30. ISSN 0143-5450.